# Jacob Tjørnelund
Jacob Tjørnelund (født 31. december 1991 i Haderslev) er en dansk tidligere professionel fodboldspiller der har spillet som forsvarsspiller i de danske fodboldklubber Hobro IK og SønderjyskE.

## Karriere

### SønderjyskE
Tjørnelund begyndte at spille fodbold hos Haderslev Fodboldklub. Senere skiftede han til SønderjyskE, der er elite overbygningen til Haderslev.
Indtil sommeren 2010 spillede Tjørnelund for SønderjyskEs U/19 hold, og blev derefter rykket op på klubbens hold i Danmarksserien. I september 2010 begyndte Jacob Tjørnelund at træne med klubbens superliga-trup. Den 16. oktober 2010 fik han debut i Superligaen, da han afløste Kenneth Fabricius efter 89 minutter i hjemmekampen mod AaB. Få dage efter debuten forlængede SønderjyskE og Tjørnelund kontrakten, så den var gældende indtil sommeren 2013. Spilleren blev rykket permanent op i superligatruppen, og skulle indtil sommeren 2011 sideløbende gøre sin uddannelse på gymnasiet færdig. Han kunne derefter tiltræde på fuld tid hos SønderjyskE.
Indtil slutningen af september 2012 var Jacob Tjørnelund i alt noteret for ni superligakampe for SønderjyskE.
Tjørnelunds kontrakt blev ikke yderligere forlænget, og han forlod dermed klubben i december 2013 efter 21 førsteholds-liga kampe.

### Hobro IK
Den 1. februar 2014 skiftede Tjørnelund til Hobro IK, hvor han i første omgang skrev under på en kontrakt gældende frem til sommeren 2014. I den forbindelse udtalte Hobro IK's sportschef Jens Hammer Sørensen til Hobros hjemmeside om Tjørnelund, at
| Citat | Jacob Tjørnelund er en allround-spiller med et godt venstreben og rolig på bolden. Han er en dygtig fodboldspiller med god spilforståelse, som vil kunne spille mange pladser | Citat |
|       | |       |

Han spillede i sit første halvår i klubben seks kampe for klubben i NordicBet Ligaen. Som en af de spillere, der var med til at spille Hobro IK i Superligaen for første gang i klubbens historie, skrev han 1. juli 2014 under på en toårig kontrakt med klubben, således parterne havde papir på hinanden frem til sommeren 2016. Et år senere, i august 2015, blev denne kontrakt forlænget frem til sommeren 2017, og ved udløb af denne kontrakt i juni 2017 skrev Tjørnelund samtidigt med Quincy Antipas atter under på en toårig forlængelse.